# Laurent Courthaliac
Laurent Courthaliac (* 15. Januar 1973 in Le Puy-en-Velay) ist ein französischer Jazzmusiker (Piano, Komposition).

## Leben und Wirken
Courthaliac lernte Klavier zunächst als Autodidakt, um dann am Conservatoire de Lyon bei Mario Stantchev zu studieren; dort wurde er 1994 mit einer Medaille ausgezeichnet. Er trat bald mit Musikern wie Steve Grossman, Serge Lazarevitch, Yannick Rieu und Charles Bellonzi auf. Mit dem Collectif Mû gewann er den 1996 den Ersten Preis beim Jazzwettbewerb von La Défense und nahm für das Label Seventh Records auf. 1998 zog er nach Paris, wo er mit Lee Konitz, Pierre Boussaguet, Rick Margitza, Christian Escoudé, Stéphane Belmondo, Pierrick Pédron, Joe Cohn, François Théberge, Sara Lazarus und anderen auftrat. Als Hauspianist des Clubs Le Petit Opportun arbeitete er mit Baptiste Trotignon, Olivier Temime und Alex Tasse.
Courthaliac gründete ein eigenes Trio, mit dem 2005 das Album Scarlet Street für das Label Nocturne entstand. 2006 begleitete er Elisabeth Kontomanou beim Duoalbum Brewing the Blues; mit ihr folgten internationale Tourneen und das Album Siren Song: Live at the Arsenal, begleitet von einem Sinfonieorchester unter der Leitung von Jacques Mercier. 2013 erschien mit Pannonica das zweite Album seines Trios. 2016 veröffentlichte er mit seinem Oktett das Tribut-Album All My Life, A Musical Tribute to Woody Allen, das den Prix du Disque de Jazz Français 2016 der Académie du Jazz erhielt. 2018 erschien unter dem Titel At Barloyd’s eine Box mit neun Pianosolo-Alben, an denen auch weitere Pianisten wie Franck Amsallem, Pierre de Bethmann, Laurent Coq oder Alain Jean-Marie beteiligt waren.
Daneben gehörte Courthaliac zu den Bands von Luigi Trussardi (Introspection, 2000) oder Xavier Richardeau (Bou Bou’s Birthday 2017), dem Horellou/Sauzay 5tet (Versus, Fresh Sound New Talents, 1999) und dem Yves Brouqui 4tet (The Music of Horace Silver, 2010).